# Châteaudouble (Drôme)
Châteaudouble – miejscowość i gmina we Francji, w regionie Owernia-Rodan-Alpy, w departamencie Drôme.
Według danych na rok 1990 gminę zamieszkiwały 414 osoby, a gęstość zaludnienia wynosiła 24 osób/km² (wśród 2880 gmin regionu Rodan-Alpy Châteaudouble plasuje się na 1222. miejscu pod względem liczby ludności, natomiast pod względem powierzchni na miejscu 638.).